# Dingir
Dingir, souvent translittéré Diĝir, et prononcé [diŋir], signifie « dieu » en sumérien et connaît comme équivalent akkadien Ilu(m). Il est représenté par le signe cunéiforme no 10 dans le système Borger et no 13 selon le système Labat .

## Sumérien
Le signe sumérien représente une étoile stylisée, idéogramme du dieu dingir assimilé à Anou. Plus exactement, ce terme est le nom conceptuel du divin,  de la déité à l'égal du deus latin.

## Akkadien
En akkadien, l'emploi de dingir se complexifie. Il peut être employé :
- Comme sumérogramme qui précède les noms de divinités, par exemple Šamaš s'écrira DINĜIR-UTU ou Dieu-Soleil.
- Dans sa signification syllabaire, c'est-à-dire an ou ʿil.
- En tant que nom commun et signifie alors šamū (le ciel).
- En tant que nom propre et désigne alors le dieu An.